# Catharsius morettoi
Catharsius morettoi är en skalbaggsart som beskrevs av Josso och Prévost 2009. Catharsius morettoi ingår i släktet Catharsius och familjen bladhorningar. Inga underarter finns listade.